# Rhinogobius lineatus
Rhinogobius lineatus es una especie de pez de la familia de los Gobiidae en el orden de los Perciformes.

## Morfología
- Los machos pueden llegar a alcanzar los 3,8 cm de longitud total.
- Número de vértebras: 26.[1]

## Hábitat
Es un pez de Agua dulce y de clima tropical

## Distribución geográfica
Se encuentran en Asia: cuenca del río Mekong en Laos.

## Observaciones
Es inofensivo para los humanos.